# Schmatzin
Schmatzin ist eine Gemeinde im Landkreis Vorpommern-Greifswald. Die Gemeinde wird seit dem 1. Januar 2005 vom Amt Züssow mit Sitz in Züssow verwaltet. Vorher gehörte die Gemeinde zum Amt Ziethen. Sie hat 281 Einwohner (Stand: 31. Dezember 2024).

## Geografie

### Geografische Lage
Schmatzin liegt ca. sechs Kilometer südlich von Züssow und ca. zehn Kilometer östlich von Gützkow. Das Gelände in der Gemeinde besteht aus flachen landwirtschaftlich genutzten Acker- und Wiesenflächen. Es sind nur kleinere Waldgebiete vorhanden. Außer einigen Söllen und kleinen Teichen gibt es keine Gewässer. Im Süden sind einige Torfmoorgebiete, die vor dem 19. Jahrhundert genutzt wurden. Erhebungen sind nicht höher als 28 Meter über NN, wobei die Flächenhöhe der Ebene bereits ca. 20 Meter über NN ist.

### Gemeindegliederung
| Ortsteile - Schmatzin - Schlatkow - Wolfradshof | Wüstungen und Wohnplätze - Spaceuiz (historische Wüstung) |

### Nachbargemeinden
Das sind: Züssow im N, Klein Bünzow im O, Groß Polzin im S und Gützkow (Stadt) im W.

## Geschichte

### Gemeindegebiet
Das Gemeindegebiet war im Frühmittelalter Teil der Provinz (Grafschaft) Gützkow. Nach dem Aussterben der Grafen gehörte es bis Anfang des 17. Jahrhunderts zur Vogtei Gützkow.
Während des Dreißigjährigen Krieges landete der Schwedenkönig Gustav II. Adolf in Pommern und durch den Westfälischen Frieden war das Land von 1648 bis 1815 in schwedischem Besitz. Während dieser Zeit gehörte das Gemeindegebiet zum Amt Wolgast, später zum Amt und Kreis Greifswald.
Die Gemeinde war seit jeher gutswirtschaftlich geprägt. Nach 1945 wurden alle Güter enteignet und an landarme Bauern, Flüchtlinge und Vertriebene aus den ehemals deutschen Ostgebieten als Neubauernwirtschaften zu je 10 Hektar vergeben. Bis 1960 erfolgte dann die Kollektivierung der Landwirtschaft in den LPGen.
Nach 1990 kam es mit der Wende zu einer Neuordnung der Besitzverhältnisse.

### Schmatzin

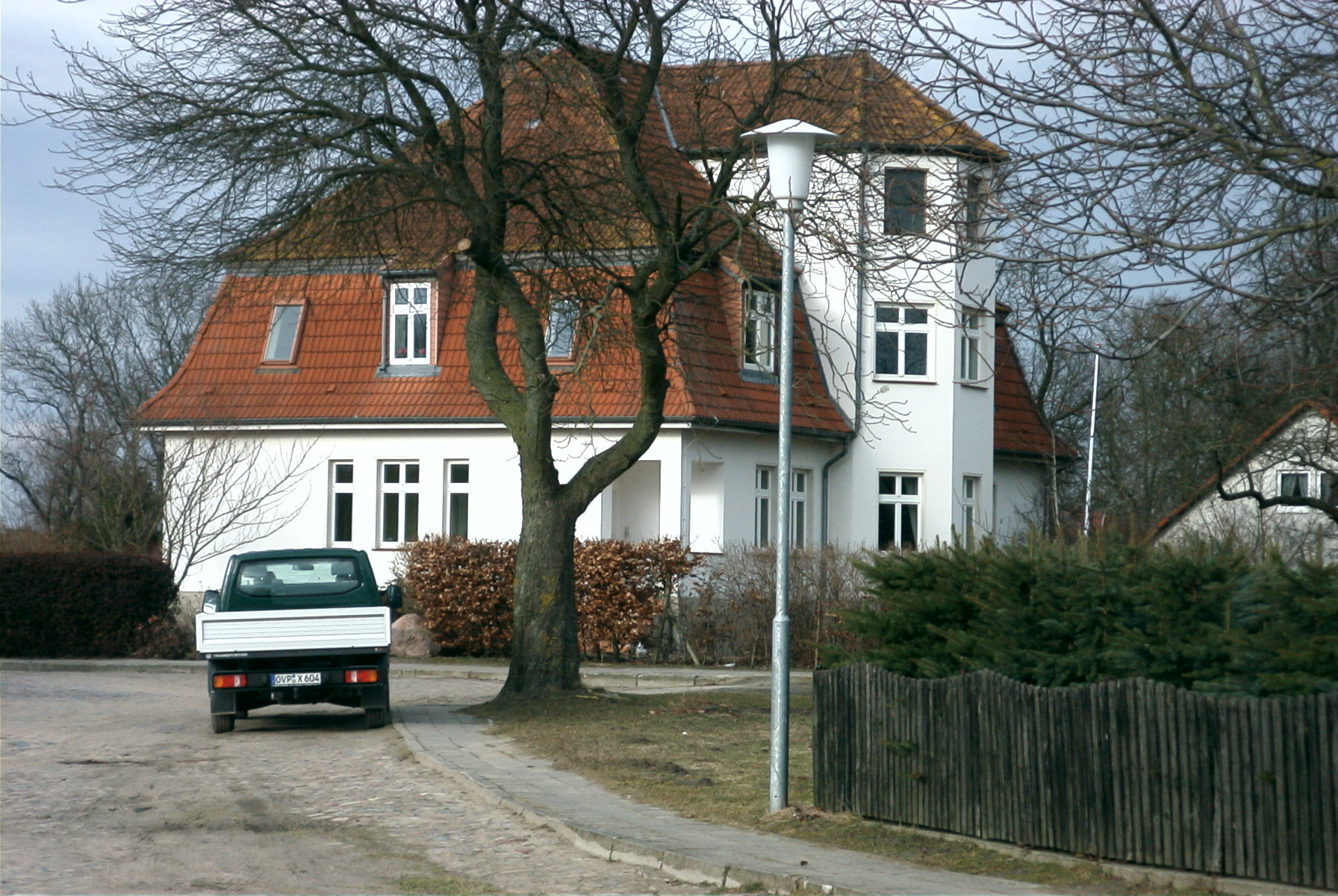
Inspektorhaus Gut Schmatzin

Nierenknaufschwert von Schmatzin

Vorgeschichtliche Funde belegen eine frühe Besiedlung des Raumes. Der Flurname „Teufelskirchhof“ verweist auf ein seit langem verschwundenes Großsteingrab aus dem Neolithikum westnordwestlich von Schmatzin. Aus der frühen Bronzezeit sind in der Umgebung mehrere Hügelgräber nachgewiesen. 1930 wurden beim Bau der Gutsschmiede zwei Nierenknaufschwerter gefunden. Eines war seit dem Fund verschwunden (Privatbesitz), das andere befand sich in der Greifswalder Sammlung der Universität. Der Fund wird der jüngeren Bronzezeit nach der Typisierung Montelius V. (920-730 v. Chr.) zugeordnet.
Schmatzin ist dem Namen nach eine slawische Gründung und bedeutet so viel, wie Tannenbusch. Erstmals urkundlich erwähnt wurde das Dorf im Jahr 1168 als Spacenitz im Lande Gozchowe (Gützkow). In einem Bestätigungsbrief des Camminer Bischofs Konrad I. von Salzwedel wurde es als Besitz des Klosters Grobe auf Usedom erwähnt. Im Jahr 1175 wurde dieser Besitz nochmals durch Herzog Kasimir I. bezeugt. Eine deutlichere Nennung des Namens erfolgte erst 1426 als Smertzin und dann 1657 als Schmatzin.
Am 13. Dezember 1254 wechselte das Dorf vom klösterlichen in adligen Besitz und wurde Rittergut; ein Ritter Tammo wurde Herr über das Dorf. In den Kirchenregistern wurde zwischen 1230 und 1350 in Schmatzin eine Kapelle erwähnt.
Ab dem Jahr 1391 wurde für etwa dreieinhalb Jahrhunderte die Familie von Horn Besitzer des Gutes. Als Erstbesitzer ist ein Claus Horn genannt. Spätere Besitzer waren die Familien von Kreplin, von Lepel und danach die Wolffradts.
1652 erwarb Behrend II. Wulfradt (von Wolffradt) Gut Schmatzin und zwei Höfe in Polzin. 1671 übernahm der Sohn von Behrend II. Wulfradt, Hermann II. Wulfradt die Güter im Greifswalder Kreis. Die ehemals verpfändeten Güter wurden vom schwedischen Königshaus während der Reduktion als Eigentum bestätigt. Einiges Land kaufte er hinzu und besaß damit Lüssow, Polzin, Owstin, Schmatzin und Schlatkow. Bis 1839 bleibt alles im Besitz der Familie. Dann folgen die Familien Mönnich und von Nathusius. Ab 1859 war wieder die Familie von Wolffradt mit Johann Gustav in Besitz des Gutes.
1865 hatte Schmatzin 174 Einwohner, 1 Schule, 13 Wohnhäuser, 1 Fabrikgebäude und 19 Wirtschaftsgebäude.
Durch Kaufvertrag vom 19. März 1890 übernahm Hermann Runge das Gut Schmatzin von den Erben des Herrn von Wolfrath. Vor allem durch Brandschäden im Dorf veranlasst, wurden in den Jahren 1893 bis 1910 das Dorfschulgebäude und fünf Landarbeiterhäuser neu errichtet. Die Familie Runge bezog das sehr alte Gutshaus und lebte dort bis zu ihrem Tod 1945. Das Gutshaus wurde nach weitgehendem Verfall in den 1970er-Jahren abgerissen.
Unter dem Titel „Vorpommersches Gut abgebrannt“ berichtet die Mecklenburgische Zeitung vom 13. Juli 1934 über ein „verheerendes Großfeuer“ in Schmatzin. Bis auf eine alte Fachwerkscheune und den zwei Jahre vorher neu erstellten Kuhstall wurden alle Wirtschaftsgebäude eingeäschert. Der sofort eingeleitete Wiederaufbau führte nach dem damaligen Stand der Erkenntnisse in Betriebswirtschaft, Tierhaltung und Tierzucht (Pferde, Schweine, Schafe, Rinder), Landtechnik und Ackerbau zu einem modern angelegten Gutshof.
Nach dem Ende des 2. Weltkrieges 1945 wurde das Gut im Zuge der Bodenreform enteignet, aufgesiedelt und in Kleinsteinheiten (meist 10 – 12 Hektar) an Siedler vergeben.
Die Bewirtschaftung übernahmen sehr bald neu gegründete landwirtschaftliche Produktionsgenossenschaften (LPG) bis 1991.
Nach der Wiedervereinigung pachtete und kaufte der Nachkomme der Familie Runge, Johannes Runge, von Bodenreformsiedlern und der BVVG Bodenverwertungs- und Verwaltungs GmbH Berlin die ihnen zugeteilten Flächen und gründete einen auf den Ackerbau konzentrierten Betrieb. Gutsgebäude, Park mit der Runge’schen Grabstelle und Dorfumfeld wurden im Auftrag von Runge rekonstruiert und neu gestaltet.
Eine Besonderheit der Dorfumgebung sind die Steinriegel an den Feld- und Wiesenrainen, die teilweise mit Erde überdeckt und mit Altbäumen besetzt sind. Auch im Dorf sind solche Trockenmauern aus Feldsteinen errichtet und durch das Gut zum Teil erneuert worden.
2005 hatte das Dorf 156 Einwohner, 2009 nur noch 137.
Schmatzin hatte am 31. Dezember 2014 130 Einwohner mit Hauptwohnung und 14 mit Nebenwohnung.
Schmatzin hatte am 31. Dezember 2015 128 Einwohner mit Hauptwohnung und 14 mit Nebenwohnung.

### Schlatkow

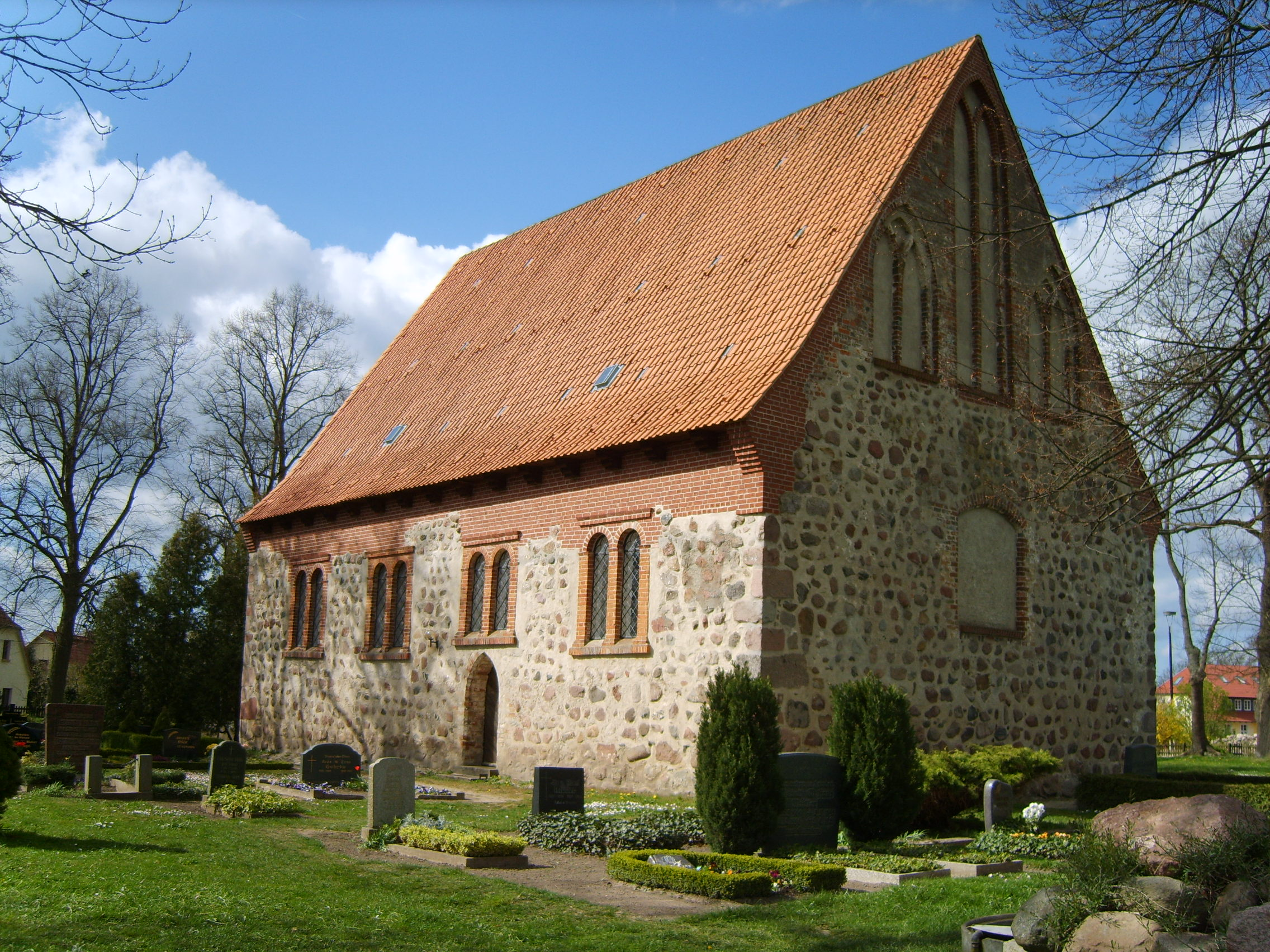
Dorfkirche Schlatkow

Schlatkow wurde erstmals 1168 als „Sclathkewiz“ erwähnt, danach sehr oft als in der Provinz (Grafschaft) Gützkow gelegen. 1604 wurde dann erstmals der heutige Name Schlatkow genannt. Der slawische Name kommt von Morast oder von Gold, beide Varianten sind kaum mit dem Ort in Verbindung zu bringen.
1327 gehörte Schlatkow den Grafen Johannes und Henning von Gützkow, welche die Ortschaft zusammen mit Groß Bünzow als Heiratsgut vom Herzog erhielten. Danach waren um 1594 gesichert auch die Familie von Horn Besitzer auf Ranzin und Schlatkow. Bekanntester Vertreter war der pommersche Kanzler Philipp von Horn. Schlatkow besaßen sie bis 1684. In der Folge wurde wohl Schlatkow zusammen mit Schmatzin bewirtschaftet. Von 1671 bis 1839 gehörte das Gut, wie Schmatzin und weitere Dörfer der Familie Wolffradt.
Am 18. April 1807 wurde in Schlatkow der Waffenstillstand von Schlatkow zwischen schwedischen und französischen Truppen geschlossen. Das 200. Jubiläum war 2007 Anlass für die Eröffnung eines deutsch-schwedischen Museums im Gutshaus und für eine Nachstellung der Friedensverhandlungen durch das Anklamer Theater.
Seit 1827 war Ernst Hermann von Wolffradt Besitzer, verpachtete aber an den Landwirt Gottfried Balthasar, der 1830 starb. 1865 hatte Schlatkow 188 Einwohner, eine Kirche, eine Schule, eine Mühle, 14 Wohnhäuser und 14 Wirtschaftsgebäude. Wilhelm Balthasar vertauschte sein Besitz Papenzin mit Schlatkow, dass vormals von seinem Schwager Heinrich von Wolffradt bewirtschaft wurde. Balthasars Ehefrau war Karoline von Wolffradt, Tochter des Ernst Hermann von Wolffradt auf Schmatzin und Schlatkow und der Julie von Below-Salchow. Für 1914 ist Franz Mönnich als Gutsherr nachgewiesen, ebenso für 1921.
Eine überregionale Bedeutung erlangte Schlatkow durch die 1934 eingerichtete Pommersche Melkerschule in der Gutsanlage, dort wurden für die Güter im Auftrag des Reichsnährstandes Melkermeister ausgebildet. Um 1939, nach dem letztmals amtlich publizierten Güteradressbuch Pommern, war Hans Joachim von Nathusius der Gutsbesitzer. Er entstammte der ältesten Linie dieser briefadeligen Familie, dem Zweig des Hermann Engelhard von Nathusius-Zirke. Der Vater Hans von Nathusius fungierte als Landstallmeister in Preußen. Der Besitz des Hans Joachim von Nathusius umfasste das Rittergut Schlatkow mit einer Gesamtfläche von 546 ha. Er ließ eine große Schafsviehwirtschaft mit 600 Tieren in den Ställen betreiben. Zum Gut gehörte noch 9 ha Waldbesitz. Nach dem Ende des Zweiten Weltkrieges wurde das Gut Schlatkow im Zuge der Bodenreform enteignet. Das Land erhielten die Neubauern. Nach 1960 hat die LPG die Feld- und Viehwirtschaft übernommen.
Die Agrargesellschaft Klein Bünzow mbH, Sitz Groß Jasedow, bewirtschaftet seit 1990 im Territorium ca. 2000 ha. Das Dorfumfeld, die Gutsanlage, sowie Kirche und Kirchhof wurden rekonstruiert und zum Teil neu gestaltet. Die ehemalige Melkerschule und das gegenüberliegende Fachwerkgebäude wurden vollständig renoviert, die Melkerschule als Dorfgemeinschaftsraum, kleines Museum, Bibliothek usw. hergerichtet. Das andere Gebäude wurde als Bikerhotel für Radwanderer eingerichtet, musste aber 2012 geschlossen werden, weil das Fachwerk des Gebäudes derart marode ist, dass ein Weiterbetrieb zu gefährlich wäre. Der Gemeinde fehlen für eine Rekonstruktion die erforderlichen Mittel.
Schlatkow wurde am 1. Juli 1950 eingemeindet.
2005 hatte das Dorf 175 Einwohner, 2009 nur noch 151, am 31. Dezember 2014 waren es 134 Einwohner mit Hauptwohnung und 34 mit Nebenwohnung. Die hohe Anzahl der Einwohner mit Nebenwohnung ist auf das „Heilpädagogische Zentrum Schlatkow“ zurückzuführen, eine heilpädagogische Einrichtung für Kinder und Jugendliche. Am 31. Dezember 2015 zählte der Ort 147 Einwohner mit Hauptwohnung und 34 mit Nebenwohnung.
Schlatkow ist Geburtsort des evangelischen Theologen Martin Seils (1927–2024).

### Wolfradshof

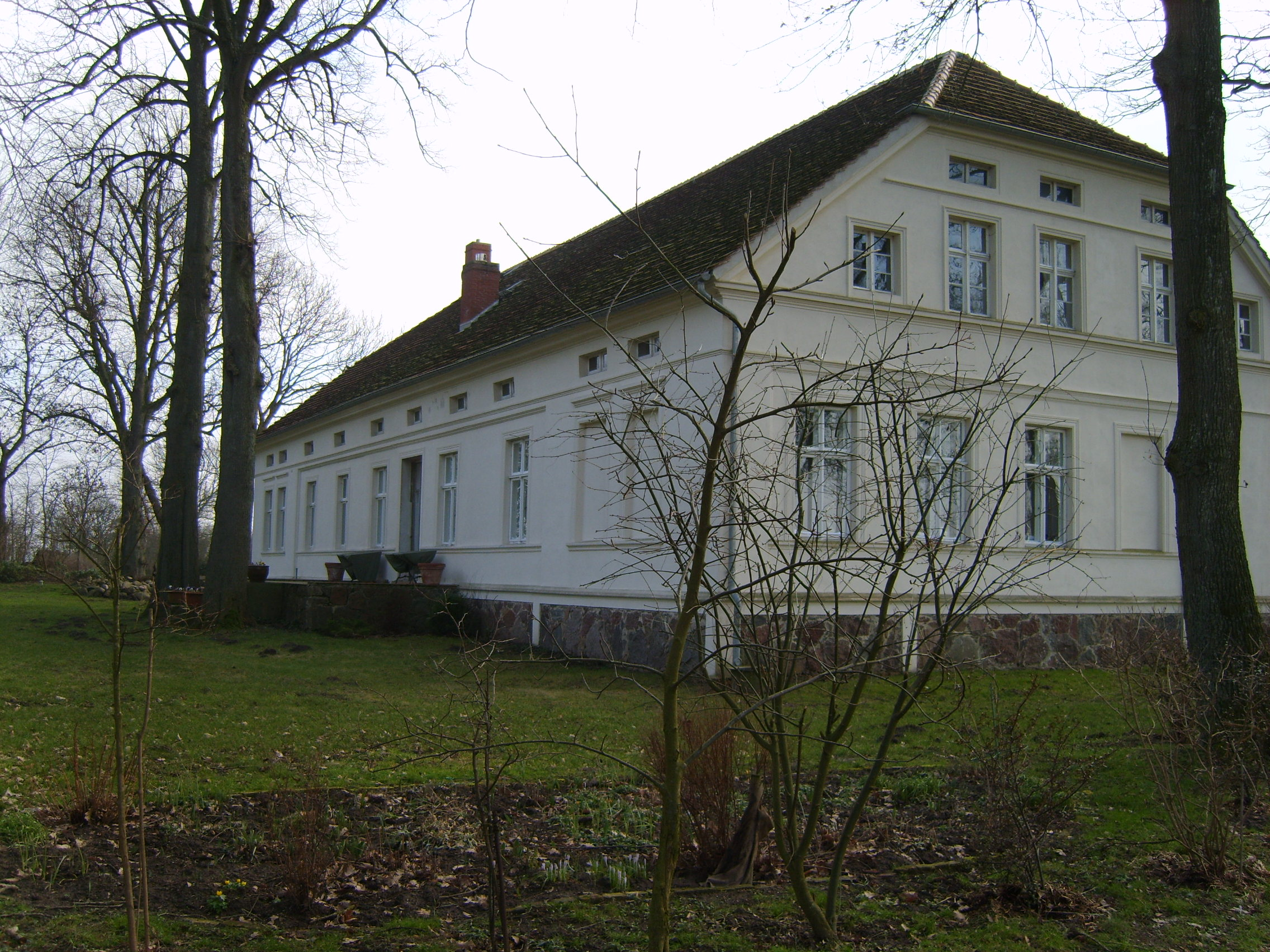
Parkseite des Gutshaus Wolfradshof

Das Hügelgrab Hilgenberg liegt in der Nähe des Ortes, es stammt aus der Bronzezeit (1800 bis 600 vdZ) und weist auf eine ältere Besiedlung hin.
1848 wurde Wolfradshof als Vorwerk von Gut Schlatkow mit dem Namen „Wolffradtshof“ gegründet. Ab 1859 wurde die vereinfachte Schreibung mit dem aktuellen Namen gebraucht. Es wurde Sitz der Familie von Wolffradt und deshalb mit Regierungserlass ab 5. Januar 1850 nach dieser benannt. Erster Bewirtschafter war der dritte Sohn von Besitzer Ernst Hermann Samuel von Wolffradt, Carl Friedrich Wilhelm v. W.
Das Gutsgelände ist noch erhalten, wobei die Wirtschaftsgebäude zum Teil ruinös sind, aber das Gutshaus wurde an Privat verkauft und ist rekonstruiert, was auch auf den Park zutrifft, der einige Besonderheiten aufweist, z. B. ein Lindenrondell. Eine Namenskartusche (W. v. B.) am Inspektorhaus konnte bislang nicht identifiziert werden.
2005 hatte das Dorf 30 Einwohner, 2009 nur noch 28. Der Ort hatte am 31. Dezember 2014 konkret 27 Einwohner mit Hauptwohnung und 4 mit Nebenwohnung. Wolfradshof hatte am 31. Dezember 2015 amtlich 29 Einwohner mit Hauptwohnung und 4 mit Nebenwohnung.

### Spaceuiz (historische Wüstung)
Der Ort wurde mehrmals ab 1168 als Spaceuiz urkundlich genannt. Er lässt sich nicht genau lokalisieren, aber die Bodendenkmalpflege nimmt an, dass die Stelle mit der archäologischen slawischen Siedlung direkt östlich bei Schlatkow mit dieser identisch ist. Nach 1254 scheint der Ort wüst zu sein, er wurde nicht mehr erwähnt.

## Politik

### Gemeindevertretung und Bürgermeister
Die Gemeindevertretung besteht (inkl. Bürgermeister) aus 6 Mitgliedern. Die Wahl zum Gemeinderat am 26. Mai 2019 hatte folgende Ergebnisse:
| Partei/Bewerber                          | Prozent | Sitze |
| ---------------------------------------- | ------- | ----- |
| Wählergruppe aller Generationen          | 56,02   | 3     |
| Unabhängige Wählergemeinschaft Schmatzin | 26,16   | 2     |
| CDU                                      | 17,82   | 1     |

Bürgermeister der Gemeinde war von 2019 bis 2024 Jan-Henrik Hempel, er wurde mit 60,01 % der Stimmen gewählt.

### Wappen, Flagge, Dienstsiegel
Die Gemeinde verfügt über kein amtlich genehmigtes Hoheitszeichen, weder Wappen noch Flagge. Als Dienstsiegel wird das kleine Landessiegel mit dem Wappenbild des Landesteils Vorpommern geführt. Es zeigt einen aufgerichteten Greifen mit aufgeworfenem Schweif und der Umschrift „GEMEINDE SCHMATZIN * LANDKREIS VORPOMMERN-GREIFSWALD“.

## Sehenswürdigkeiten

### Bauwerke

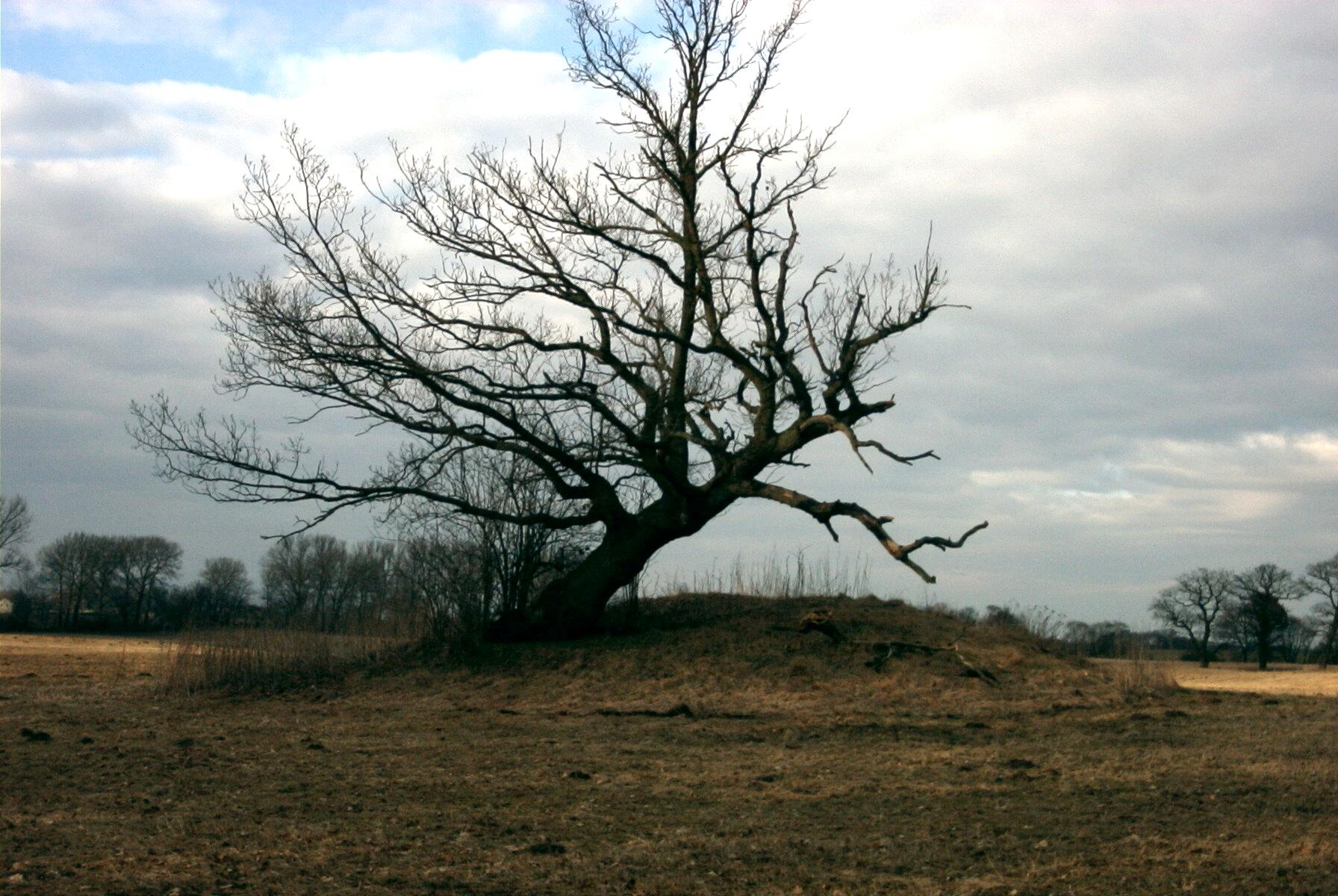
Hügelgrab Fuchsberg Schmatzin

- Gut Schmatzin mit Verwalterhaus, Wirtschaftsbauten, Hofgelände und Park: Bei den Wirtschaftsbauten sind hervorzuheben, das Speichergebäude (Siloanbau modern) mit Pausen- und Feierabendglocke und der Stallspeicher aus der Kombination von Feld- und Backsteinen. Das Hofgelände besteht aus Kopfsteinpflaster, stellenweise ist noch die Pflasterung der ehemals eingearbeiteten Feldbahnschienen erkennbar. Mitten auf dem Hof steht ein historisches Taubenhaus.
- Gedenk- und Mahnstein Erster und Zweiter Weltkrieg auf dem Dorfplatz in Schmatzin: Der Stein wurde bereits 1921 als Denkmal vorbereitet, konnte von der Gutsherrschaft aber wegen des Gewichtes nicht ins Dorf transportiert werden. Erst dem Sohn des Gutsherren gelang das nach 1990 mit moderner Technik. Der Stein wurde neu beschriftet, auch mit der Widmung zum Zweiten Weltkrieg erweitert und auf dem Dorfplatz aufgestellt. Nachträglich wurde von der Bodendenkmalpflege festgestellt, dass der Stein ein Kultstein ist: Es handelt sich um einen bronzezeitlichen Schälchenstein (1800 bis 600 vdZ).
- Historische Gutsanlage in Schlatkow mit Informations- und Museumsstätte Schwedisch-Pommern im Gutshaus, Melkerschule und Parallelgebäude (beide Fachwerk), sowie der großen Scheune (jetzt Festscheune der Gemeinde).
- Dorfkirche Schlatkow, eine Saalkirche aus dem 13. Jahrhundert, die aus Feldsteinen errichtet wurde. Im Inneren befindet sich eine Wandmalerei aus dem 15. Jahrhundert, die unter anderem das Jüngste Gericht, den gekreuzigten Apostel Andreas und den Heiligen Christophorus zeigt. Der qualitätsvolle Altaraufsatz sowie die Kanzel stammen dem Jahr 1692, die Orgel von Barnim Grüneberg aus dem Jahr 1863. Im Kirchhofsbereich steht der Glockenstuhl, da die Kirche turmlos ist. Umgeben ist der Kirchhof von einer Feldsteintrockenmauer.
- Findlingsskulptur „Treffpunkt“ (Gewicht: sieben Tonnen) vor Schule und Gemeindezentrum
- Gut Wolfradshof mit Gutshaus, Inspektorhaus und Wirtschaftsgebäuden

### Grünflächen und Naherholung
- Park Schmatzin mit Erbbegräbnis Runge und Feldsteintrockenmauern
- Steinriegel in der Feldmark und am Dorfrand
- Hügelgräber aus der Bronzezeit (1800 bis 600 vdZ) am Fuchsberg, südlich des Waldes in Schlatkow, sowie nordöstlich von Wolfradshof
- Graureiherkolonie am Fuchsberg – ehemaliges Flächennaturdenkmal (1954 bis 2013). Nach erheblichen Sturmschäden an den Kolonienestern sowie größeren Störungen durch Holzeinschlag wurde die Kolonie verlassen. Die Graureiher verlegten Brut- und Nestgebiet in die gefluteten Areale des Anklamer Stadtbruches und des Menzliner Polders.
- Gutspark Wolfradshof mit dem „Zwölf Apostel-Winterlindenrondel“, sowie mehreren Kunstobjekten

## Wirtschaft und Infrastruktur

### Unternehmen
Die Gemeinde ist landwirtschaftlich geprägt, ansonsten bestehen nur kleine Gewerbebetriebe.

### Verkehr
Nordwestlich der Gemeinde verläuft die Bundesstraße 111 und nordöstlich die Bundesstraße 109. Die Bundesautobahn 20 ist über die Anschlussstelle Gützkow (etwa zwölf Kilometer) erreichbar. Weitere Verbindungen sind die Kreis- und Gemeindestraßen.
Einen Bahnanschluss gab und gibt es nur über das Nachbardorf Klein Bünzow. Kleinbahnanschluss hatten die Gemeindedörfer nicht.